# Paisley Abbey

Paisley Abbey

Paisley Abbey (deutsch Abtei Paisley) ist ein ehemaliges Kloster in der schottischen Stadt Paisley in der Council Area Renfrewshire. Heute ist die Klosterkirche Pfarrkirche des Parish Paisley in der presbyterianischen Church of Scotland. 1971 wurde das Bauwerk in die schottischen Denkmallisten in die höchste Kategorie A aufgenommen. Außerdem sind Teile der Anlage als Scheduled Monument klassifiziert. Die Kirche befindet sich im Stadtzentrum an der Cotton Street. Das abgewetterte, aber trotzdem eindrucksvolle Kreuz von Barochan aus dem 8. Jahrhundert wird in der Abtei aufbewahrt.

## Geschichte

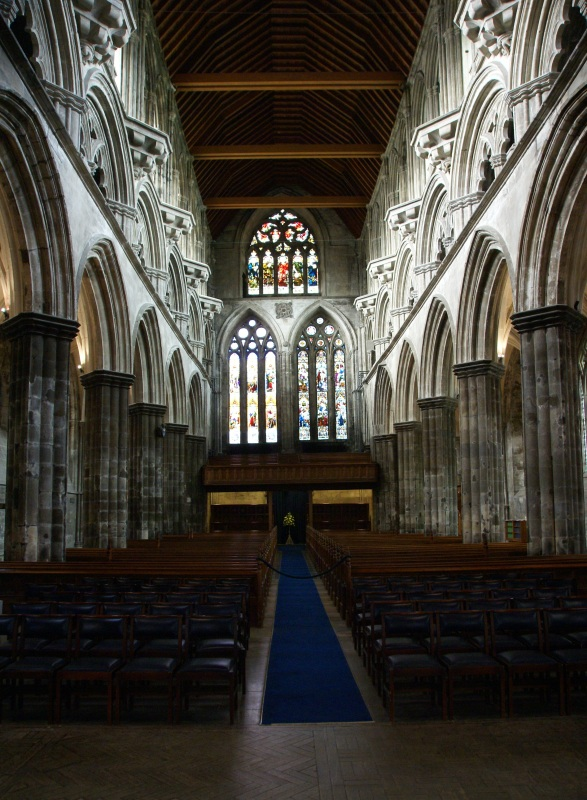
Innenraum

Am Standort des Klosters befand sich seit dem 6. Jahrhundert eine keltische Kirche, die auf den Heiligen Mirin zurückgeht. Im Jahr 1163 lud Walter FitzAlan 13 cluniazensische Mönche aus der Much Wenlock Priory im englischen Shropshire ein, um an diesem Standort ein Kloster zu gründen. Ab 1219 wurde die Einrichtung als Abtei geführt und gewann zusehends an Ansehen und Wohlstand. Ein Brand im Jahre 1307 zerstörte weite Teile der Gebäude, die im Laufe des 14. Jahrhunderts wiederaufgebaut wurden.

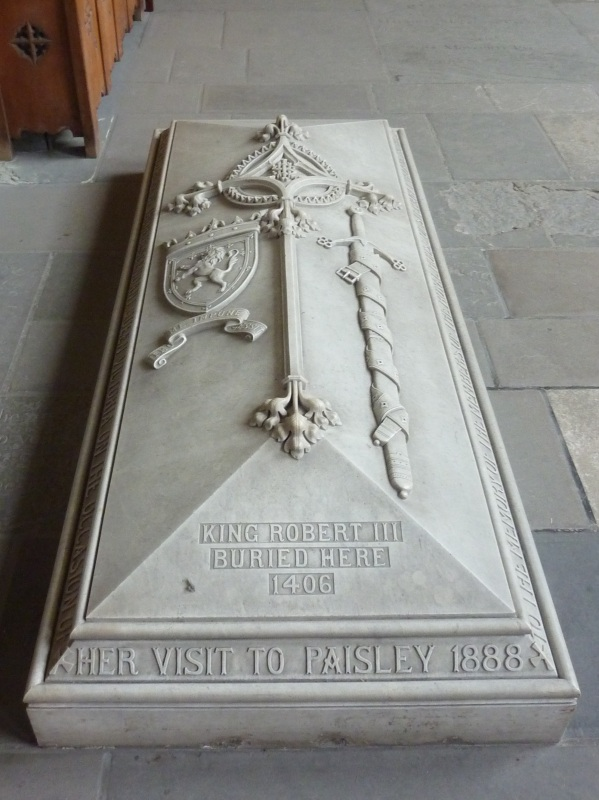
Grab von Robert III.

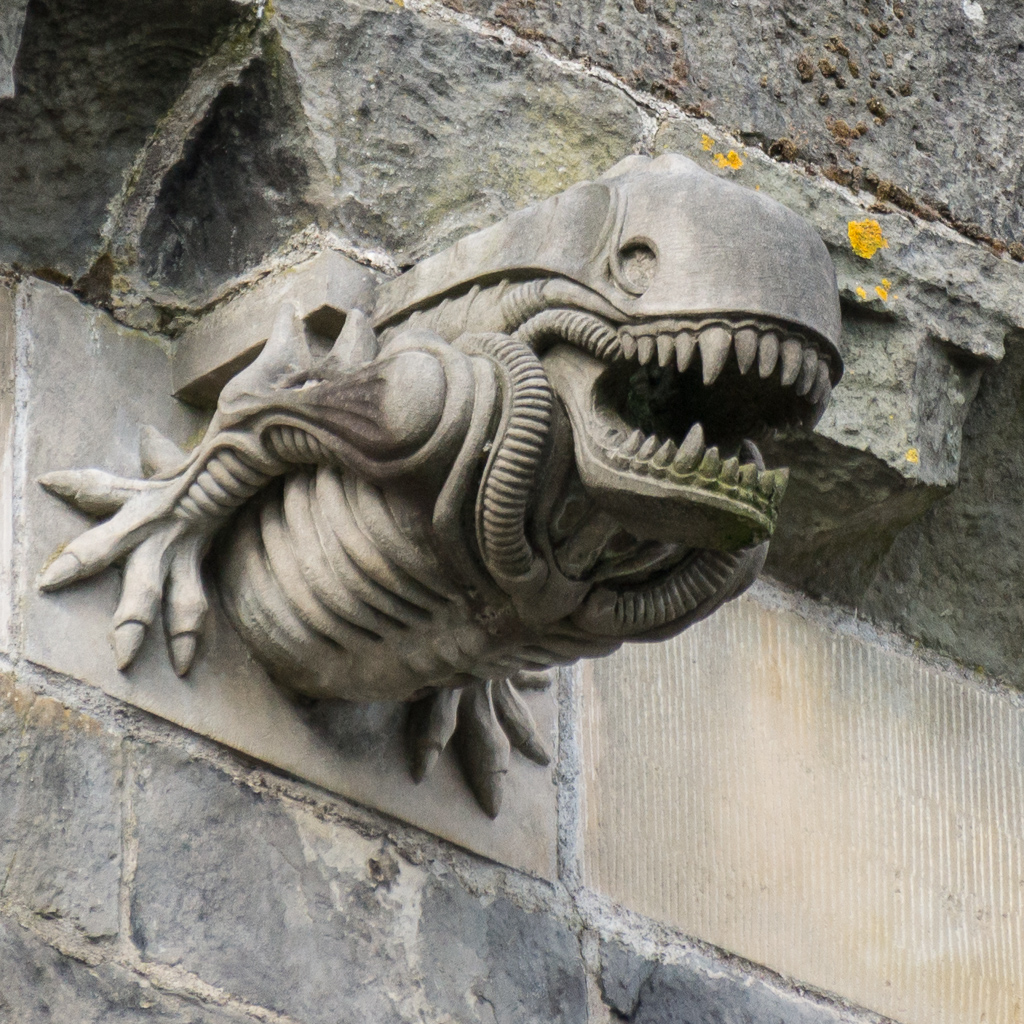
Wasserspeier in Alien-Form

Walter Stewart, 6. High Steward of Scotland ehelichte 1315 Marjorie Bruce, Tochter von Robert I., die im Folgejahr bei einem Reitunfall nahe der Abtei verstarb. Ihr ungeborenes Kind wurde jedoch gerettet und später als Robert II. zum schottischen König gekrönt. Da er die Herrscherdynastie des Hauses Stuart begründete, wird die Abtei auch als deren Geburtsstätte angesehen. Insgesamt liegen sechs High Stewards of Scotland sowie die Ehefrauen der Könige Robert II. und Robert III. sowie Robert III. selbst in Paisley Abbey begraben.
Nachdem der Einsturz des Glockenturms im Jahre 1533 Seitenschiffe und Querhaus der Kirche zerstört hatte, wurden diese nicht wiederaufgebaut. Im Zuge der schottischen Reformation wurde die Abtei 1560 aufgelöst. Die erhalten gebliebenen Kirchenteile wurden fortan als Pfarrkirche genutzt. Verschiedene weitere Gebäude wurden umgebaut und als Wohnhäuser genutzt, darunter auch das spätere Herrenhaus Place of Paisley.
1789 wurde die Kirche instand gesetzt. 1859 begann der erste Schritt einer Reihe umfangreicher Restaurierungsarbeiten, bei denen im Laufe der Zeit die Kirche wieder in ihren ursprünglichen Zustand zurückversetzt wurde. Als Architekten waren James Salmon (1859–1862), Robert Rowand Anderson (1888–1907) und Peter MacGregor Chalmers (1912–1928) mit den Arbeiten betraut. Der Chor wurde von Robert Lorimer gestaltet.
Bei Renovierungsarbeiten zu Beginn der 1990er Jahre, im Rahmen derer die meisten der Wasserspeier (engl. Gargoyle) ersetzt wurden, wurde ein Gargoyle in Form eines Alien-Monsters gestaltet.

## Orgel (Cavaillé-Coll)

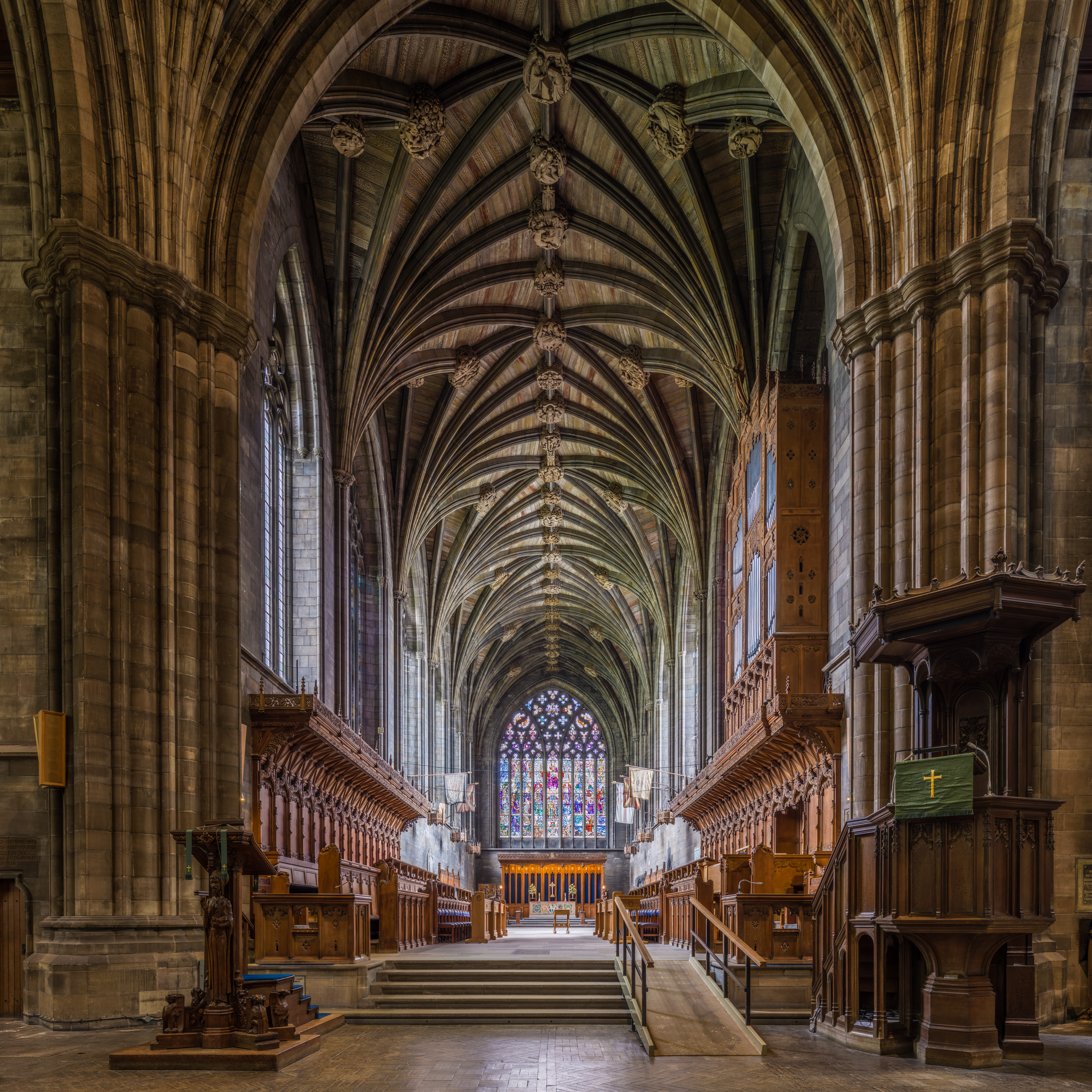
Blick in den Chorraum; Orgel auf der rechten Seite

Die Orgel wurde 1872 von dem Orgelbauer Aristide Cavaillé-Coll erbaut. Das Instrument wurde im Laufe der Zeit mehrfach erweitert und umgebaut. Es hat heute 66 Register auf vier Manualwerken und Pedal. Die Spiel- und Registertrakturen sind elektropneumatisch.
| Great Organ C–c4 |        |
| Bourdon          | 16'    |
| Montre           | 08'    |
| Spitzflute       | 08'    |
| Bourdon          | 08'    |
| Prestant         | 04'    |
| Stopped Flute    | 04'    |
| Quint            | 02 ⁄3' |
| Octave           | 02'    |
| Blockflute       | 02'    |
| Cornet IV        |        |
| Mixture IV-VI    |        |
| Bassoon          | 16'    |
| Trumpet          | 08'    |
| Tremulant        |        |

| Positive Organ C–c4 |        |
| Bourdon             | 08'    |
| Traverse Flûte      | 08'    |
| Salicional          | 08'    |
| Unda Maris          | 08'    |
| Principal           | 04'    |
| Chimney Flute       | 04'    |
| Nazard              | 02 ⁄3' |
| Doublette           | 02'    |
| Wald Flute          | 02'    |
| Larigot             | 01 ⁄3' |
| Sesquialtera II     |        |
| Mixture IV          |        |
| Cremona             | 08'    |
| Tremulant           |        |

| Swell Organ C–c4  |         |
| Chimney Flute     | 08'     |
| Gambe             | 08'     |
| Céleste           | 08'     |
| Principal         | 04'     |
| Flûte Octave      | 04'     |
| Nazard            | 02 ⁄3'  |
| Gemshorn          | 02'     |
| Tierce            | 01 3⁄5' |
| Plein Jeu IV-VI   |         |
| Cimbel III        |         |
| Corno di Bassetto | 16'     |
| Trumpet           | 08'     |
| Hautboy           | 08'     |
| Voix Humaine      | 08'     |
| Clarion           | 04'     |
| Tremulant         |         |

| Bombarde Organ C–c4 |     |
| Principal           | 16' |
| Octave              | 08' |
| Harmonic Flute      | 08' |
| Prestant            | 04' |
| Quartane II         |     |
| Cornet V            |     |
| Plein Jeu VI        |     |
| Bombarde            | 16' |
| Trumpet             | 08' |
| Clarion             | 04' |

| Pedal Organ C–f1 |     |
| Contre Basse     | 32' |
| Principal        | 16' |
| Contre Basse     | 16' |
| Sub Bass         | 16' |
| Salicional       | 16' |
| Octave           | 08' |
| Gedackt          | 08' |
| Choral Bass      | 04' |
| Open Flute       | 02' |
| Mixture VI       |     |
| Contre Bombarde  | 32' |
| Bombarde         | 16' |
| Bassoon          | 16' |
| Trumpet          | 08' |
| Clarion          | 04' |
| Shawm            | 04' |
| Tremulant        |     |